# Lanzamiento de martillo
El lanzamiento de martillo es una prueba de atletismo, en la que como lo indica su nombre, se lanza un objeto denominado martillo, consistente en una bola de metal unida a una empuñadura mediante un cable de acero, resultando vencedor quien lo envíe a mayor distancia. 
El lanzamiento se realiza desde un círculo de 2,15 m de diámetro, de cemento o una superficie similar, instalado dentro de una jaula de seguridad, protegida con redes. Se realizan tres lanzamientos, más otros tres para los ocho atletas con mejor marca válida, o para todos si son ocho o menos. 
El lanzamiento de martillo en categoría masculina forma parte del programa de atletismo en los Juegos Olímpicos desde París 1900. Como prueba femenina es olímpica desde los juegos de Sídney 2000.

## Motivos de lanzamiento nulo
- Una vez iniciado el lanzamiento, tocar con cualquier parte del cuerpo la zona exterior del círculo o la parte superior de la pista de juego
- Salir por la parte delantera del círculo
- Salir por la parte de atrás del círculo antes de que el martillo caiga en la zona de caída
- Caída del martillo fuera del sector o sobre la línea que lo delimita
- Sobrepasar el tiempo concedido para el lanzamiento. No será nulo si el tiempo acaba cuando se está ejecutando el lanzamiento.

## Características del martillo
El peso de la totalidad del martillo deberá ser como mínimo de 7,260 g y como máximo de 7,285 g en la categoría masculina y un mínimo de 4000 g y un máximo de 4025 g en la categoría femenina. La bola del martillo debe tener un diámetro mínimo de 11 cm y máximo de 13 cm en la categoría masculina y un mínimo de 9,5 cm y máximo de 11 cm en la categoría femenina. La distancia total desde el asa hasta la bola deberá estar comprendida entre 117,5 y 121,5 cm en la categoría masculina y entre 116 y 119,5 cm en la categoría femenina.

## Récords
- Actualizado a 2018.
|                   |         | Marca | Atleta            | País            | Lugar          | Fecha      |
| ----------------- | ------- | ----- | ----------------- | --------------- | -------------- | ---------- |
| Mundial (WR)      | Hombres | 86,74 | Yuri Sedij        | Unión Soviética | Stuttgart      | 30-08-1986 |
| Mundial (WR)      | Mujeres | 82,98 | Anita Włodarczyk  | Polonia         | Varsovia       | 28-08-2016 |
| Olímpico (OR)     | Hombres | 84,80 | Serguéi Litvínov  | Unión Soviética | Seúl           | 26-09-1988 |
| Olímpico (OR)     | Mujeres | 82,29 | Anita Włodarczyk  | Polonia         | Río de Janeiro | 15-08-2016 |
| Europeo (ER)      | Hombres | 86,74 | Yuri Sedij        | Unión Soviética | Stuttgart      | 30-08-1986 |
| Europeo (ER)      | Mujeres | 82,98 | Anita Włodarczyk  | Polonia         | Varsovia       | 28-08-2016 |
| Americano (AM)    | Hombres | 82,52 | Lance Deal        | Estados Unidos  | Milán          | 07-09-1996 |
| Americano (AM)    | Mujeres | 78,12 | DeAnna Price      | Estados Unidos  | Des Moines     | 23-06-2018 |
| Africano (AF)     | Hombres | 81,27 | Mostafa Elgamel   | Egipto          | Al-Qâhirah     | 21-03-2014 |
| Africano (AF)     | Mujeres | 69,70 | Amy Séné          | Senegal         | Forbach        | 25-05-2014 |
| Asiático (AS)     | Hombres | 84,86 | Koji Murofushi    | Japón           | Praga          | 29-06-2003 |
| Asiático (AS)     | Mujeres | 77,68 | Zheng Wang        | China           | Chengdu        | 29-03-2014 |
| Oceánico (OC)     | Hombres | 79,29 | Stuart Rendell    | Australia       | Varazdin       | 06-06-2002 |
| Oceánico (OC)     | Mujeres | 71,12 | Bronwyn Eagles    | Australia       | Adelaida       | 06-02-2003 |
| Sudamericano (SA) | Hombres | 78,63 | Wagner Domingos   | Brasil          | Celje          | 19-06-2016 |
| Sudamericano (SA) | Mujeres | 73,74 | Jennifer Dahlgren | Argentina       | Buenos Aires   | 10-04-2010 |

## Evolución del récord mundial

### Masculino
| Marca | Atleta              | Fecha                    | Lugar                        |
| ----- | ------------------- | ------------------------ | ---------------------------- |
| 57.77 | Patrick Ryan        | 17 de agosto de 1913     | Nueva York, Estados Unidos   |
| 59.00 | Erwin Blask         | 27 de agosto de 1938     | Estocolmo, Suecia            |
| 59.02 | Imre Németh         | 14 de julio de 1948      | Tata, Hungría                |
| 59.57 | Imre Németh         | 4 de septiembre de 1949  | Katowice, Polonia            |
| 59.88 | Imre Németh         | 19 de mayo de 1950       | Budapest, Hungría            |
| 60.34 | József Csermák      | 24 de julio de 1952      | Helsinki, Finlandia          |
| 61.25 | Sverre Strandli     | 14 de septiembre de 1952 | Oslo, Noruega                |
| 62.36 | Sverre Strandli     | 5 de septiembre de 1953  | Oslo, Noruega                |
| 63.34 | Mijaíl Krivonosov   | 29 de agosto de 1954     | Berna, Suiza                 |
| 64.05 | Stanislav Nenashev  | 12 de diciembre de 1954  | Bakú, Unión Soviética        |
| 64.33 | Mijaíl Krivonosov   | 4 de agosto de 1955      | Varsovia, Polonia            |
| 64.52 | Mijaíl Krivonosov   | 19 de septiembre de 1955 | Belgrado, Yugoslavia         |
| 65.85 | Mijaíl Krivonosov   | 25 de abril de 1956      | Nalchik, Unión Soviética     |
| 66.38 | Mijaíl Krivonosov   | 8 de julio de 1956       | Minsk, Unión Soviética       |
| 67.32 | Mijaíl Krivonosov   | 22 de octubre de 1956    | Taskent, Unión Soviética     |
| 68.54 | Hal Connolly        | 2 de noviembre de 1956   | Los Ángeles, Estados Unidos  |
| 68.68 | Hal Connolly        | 20 de junio de 1958      | Bakersfield, Estados Unidos  |
| 70.33 | Hal Connolly        | 12 de agosto de 1960     | Walnut, Estados Unidos       |
| 70.67 | Hal Connolly        | 21 de julio de 1962      | Palo Alto, Estados Unidos    |
| 71.06 | Hal Connolly        | 29 de mayo de 1965       | Ceres, Estados Unidos        |
| 71.26 | Hal Connolly        | 20 de junio de 1965      | Walnut, Estados Unidos       |
| 73.74 | Gyula Zsivótzky     | 4 de septiembre de 1965  | Debrecen, Hungría            |
| 73.76 | Gyula Zsivótzky     | 14 de septiembre de 1968 | Budapest, Hungría            |
| 74.52 | Romuald Klim        | 15 de junio de 1969      | Budapest, Hungría            |
| 74.68 | Anatoliy Bondarchuk | 20 de septiembre de 1969 | El Pireo, Grecia             |
| 75.48 | Anatoliy Bondarchuk | 12 de octubre de 1969    | Rovno, Unión Soviética       |
| 76.40 | Walter Schmidt      | 4 de septiembre de 1971  | Lahr, Alemania Oriental      |
| 76.60 | Reinhard Theimer    | 4 de julio de 1974       | Erfurt, Alemania Oriental    |
| 76.66 | Aleksei Spiridonov  | 11 de septiembre de 1974 | Múnich, Alemania Federal     |
| 76.70 | Karl-Hans Riehm     | 19 de mayo de 1975       | Rehlingen, Alemania Federal  |
| 77.56 | Karl-Hans Riehm     | 19 de mayo de 1975       | Rehlingen, Alemania Federal  |
| 78.50 | Karl-Hans Riehm     | 19 de mayo de 1975       | Rehlingen, Alemania Federal  |
| 79.30 | Walter Schmidt      | 14 de agosto de 1975     | Fráncfort, Alemania Federal  |
| 80.14 | Boris Zaychuk       | 9 de julio de 1978       | Moscú, Unión Soviética       |
| 80.32 | Karl-Hans Riehm     | 6 de agosto de 1978      | Heidenheim, Alemania Federal |
| 80.38 | Yuriy Sedykh        | 16 de mayo de 1980       | Leselidse, Unión Soviética   |
| 80.46 | Jüri Tamm           | 16 de mayo de 1980       | Leselidse, Unión Soviética   |
| 80.64 | Yuriy Sedykh        | 16 de mayo de 1980       | Leselidse, Unión Soviética   |
| 81.66 | Sergey Litvinov     | 24 de mayo de 1980       | Sochi, Unión Soviética       |
| 81.80 | Yuriy Sedykh        | 31 de julio de 1980      | Moscú, Unión Soviética       |
| 83.98 | Sergey Litvinov     | 4 de junio de 1982       | Moscú, Unión Soviética       |
| 84.14 | Sergey Litvinov     | 21 de junio de 1983      | Moscú, Unión Soviética       |
| 86.34 | Yuriy Sedykh        | 3 de julio de 1984       | Cork, Irlanda                |
| 86.66 | Yuriy Sedykh        | 22 de junio de 1986      | Tallin, Unión Soviética      |
| 86.74 | Yuriy Sedykh        | 30 de agosto de 1986     | Stuttgart, Alemania Federal  |

### Femenino

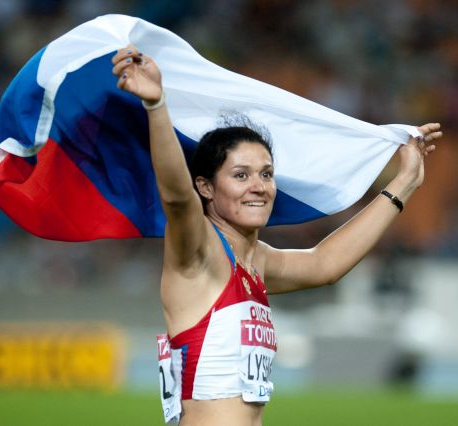
Tatyana Lysenko, tres veces plusmarquista mundial.

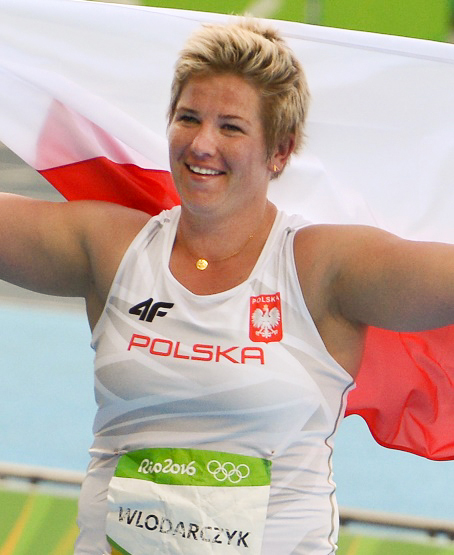
Anita Włodarczyk, actual plusmarquista mundial desde 2014.

| Marca | Atleta              | Fecha                 | Lugar                     |
| ----- | ------------------- | --------------------- | ------------------------- |
| 66.84 | Olga Kuzenkova      | 23 de febrero de 1994 | Adler, Rusia              |
| 66.86 | Mihaela Melinte     | 4 de marzo de 1995    | Bucarest, Rumanía         |
| 67.00 | Olga Kuzenkova      | 24 de mayo de 1995    | Moscú, Rusia              |
| 68.14 | Olga Kuzenkova      | 5 de junio de 1995    | Moscú, Rusia              |
| 68.16 | Olga Kuzenkova      | 18 de junio de 1995   | Moscú, Rusia              |
| 69.42 | Mihaela Melinte     | 12 de mayo de 1996    | Bucarest, Rumanía         |
| 69.58 | Mihaela Melinte     | 8 de marzo de 1997    | Bucarest, Rumanía         |
| 71.22 | Olga Kuzenkova      | 22 de junio de 1997   | Múnich, Alemania          |
| 73.10 | Olga Kuzenkova      | 22 de junio de 1997   | Múnich, Alemania          |
| 73.14 | Mihaela Melinte     | 16 de julio de 1998   | Poiana Brasov, Rumanía    |
| 75.29 | Mihaela Melinte     | 13 de mayo de 1999    | Clermont-Ferrand, Francia |
| 75.97 | Mihaela Melinte     | 13 de mayo de 1999    | Clermont-Ferrand, Francia |
| 76.05 | Mihaela Melinte     | 29 de agosto de 1999  | Rüdlingen, Suiza          |
| 76.07 | Mihaela Melinte     | 29 de agosto de 1999  | Rüdlingen, Suiza          |
| 77.06 | Tatyana Lysenko     | 15 de julio de 2005   | Moscú, Rusia              |
| 77.26 | Gulfiya Khanafeyeva | 12 de junio de 2006   | Tula, Rusia               |
| 77.41 | Tatyana Lysenko     | 24 de junio de 2006   | Zhukovsky, Rusia          |
| 77.80 | Tatyana Lysenko     | 15 de agosto de 2006  | Tallin, Estonia           |
| 77.96 | Anita Włodarczyk    | 22 de agosto de 2009  | Berlín, Alemania          |
| 78.30 | Anita Włodarczyk    | 6 de junio de 2010    | Bydgoszcz, Polonia        |
| 79.42 | Betty Heidler       | 21 de mayo de 2011    | Halle/Saale, Alemania     |
| 79.58 | Anita Włodarczyk    | 31 de agosto de 2014  | Berlín, Alemania          |
| 81.08 | Anita Włodarczyk    | 1 de agosto de 2015   | Władysławowo, Polonia     |
| 82.29 | Anita Włodarczyk    | 15 de agosto de 2016  | Río de Janeiro, Brasil    |
| 82.98 | Anita Włodarczyk    | 28 de agosto de 2016  | Varsovia, Polonia         |

## Atletas con mejores marcas mundiales

### Hombres
- Actualizado a octubre de 2019.
| Ranking | Marca | Atleta                 | Fecha                    | Lugar           |
| ------- | ----- | ---------------------- | ------------------------ | --------------- |
| 1       | 86.74 | Yuriy Sedykh           | 30 de agosto de 1986     | Stuttgart       |
| 2       | 86.04 | Sergey Litvinov        | 3 de julio de 1986       | Dresde          |
| 3       | 84.90 | Vadim Devyatovskiy     | 21 de julio de 2005      | Minsk           |
| 4       | 84.86 | Koji Murofushi         | 29 de junio de 2003      | Praga           |
| 5       | 84.62 | Igor Astapkovich       | 6 de junio de 1992       | Sevilla         |
| 6       | 84.51 | Ivan Tsikhan           | 9 de julio de 2008       | Grodno          |
| 7       | 84.48 | Igor Nikulin           | 12 de julio de 1990      | Lausanne        |
| 8       | 84.40 | Jüri Tamm              | 9 de septiembre de 1984  | Banská Bystrica |
| 9       | 84.19 | Adrián Annus           | 10 de agosto de 2003     | Szombathely     |
| 10      | 83.93 | Pawel Fajdek           | 9 de agosto de 2015      | Szczecin        |
| 11      | 83.68 | Tibor Gécsek           | 19 de septiembre de 1998 | Zalaegerszeg    |
| 12      | 83.46 | Andrey Abduvaliyev     | 26 de mayo de 1990       | Sochi           |
| 13      | 83.43 | Aleksey Zagornyi       | 10 de febrero de 2002    | Adler           |
| 14      | 83.40 | Ralf Haber             | 16 de mayo de 1988       | Atenas          |
| 15      | 83.38 | Szymon Ziółkowski      | 5 de agosto de 2001      | Edmonton        |
| 16      | 83.30 | Olli-Pekka Karjalainen | 14 de julio de 2004      | Lahti           |
| 17      | 83.04 | Heinz Weis             | 29 de junio de 1997      | Fráncfort       |
| 18      | 83.00 | Balázs Kiss            | 4 de junio de 1998       | Saint-Denis     |
| 19      | 82.78 | Karsten Kobs           | 26 de junio de 1999      | Dortmund        |
| 20      | 82.69 | Krisztián Pars         | 16 de agosto de 2014     | Zúrich          |
| 21      | 82.64 | Günther Rodehau        | 3 de agosto de 1985      | Dresde          |
| 22      | 82.62 | Sergey Kirmasov        | 30 de mayo de 1998       | Zalaegerszeg    |
| 22      | 82.62 | Andriy Skvaruk         | 27 de abril de 2002      | Kiev            |
| 24      | 82.58 | Primož Kozmus          | 2 de septiembre de 2009  | Celje           |
| 25      | 82.54 | Vasiliy Sidorenko      | 13 de mayo de 1992       | Krasnodar       |

### Mujeres
- Actualizado a octubre de 2019.
| Ranking | Marca | Atleta                | Fecha                    | Lugar      |
| ------- | ----- | --------------------- | ------------------------ | ---------- |
| 1       | 82.98 | Anita Wlodarczyk      | 28 de agosto de 2016     | Varsovia   |
| 2       | 79.42 | Betty Heidler         | 21 de mayo de 2011       | Halle      |
| 3       | 78.80 | Tatyana Lysenko       | 16 de agosto de 2013     | Moscú      |
| 4       | 78.24 | DeAnna Price          | 27 de julio de 2019      | Des Moines |
| 5       | 77.78 | Gwen Berry            | 8 de junio de 2018       | Chorzów    |
| 6       | 77.68 | Zheng Wang            | 29 de marzo de 2014      | Chengdu    |
| 7       | 77.33 | Zhang Wenxiu          | 28 de septiembre de 2014 | Incheon    |
| 8       | 77.32 | Aksana Miankova       | 29 de junio de 2008      | Minsk      |
| 9       | 77.26 | Gulfiya Khanafeyeva   | 12 de junio de 2006      | Tula       |
| 10      | 77.13 | Oksana Kondratyeva    | 30 de junio de 2013      | Zhukovsky  |
| 11      | 76.90 | Martina Hrašnová      | 16 de mayo de 2009       | Trnava     |
| 12      | 76.85 | Malwina Kopron        | 26 de agosto de 2017     | Taipéi     |
| 13      | 76.83 | Kamila Skolimowska    | 11 de mayo de 2007       | Doha       |
| 14      | 76.75 | Brooke Andersen       | 2 de junio de 2019       | Rathdrum   |
| 15      | 76.72 | Mariya Bespalova      | 23 de junio de 2012      | Zhukovsky  |
| 16      | 76.66 | Volha Tsander         | 23 de junio de 2006      | Minsk      |
| 17      | 76.63 | Yekaterina Khoroshikh | 23 de junio de 2006      | Zhukovsky  |
| 18      | 76.62 | Yipsi Moreno          | 9 de septiembre de 2008  | Zagreb     |
| 19      | 76.56 | Alena Matoshka        | 12 de junio de 2012      | Minsk      |
| 20      | 76.35 | Joanna Fiodorow       | 28 de septiembre de 2019 | Doha       |
| 21      | 76.33 | Darya Pchelnik        | 29 de junio de 2008      | Minsk      |
| 22      | 76.26 | Hanna Malyshik        | 27 de abril de 2018      | Brest      |
| 23      | 76.21 | Yelena Konevtseva     | 26 de mayo de 2007       | Sochi      |
| 24      | 76.17 | Anna Bulgakova        | 24 de julio de 2013      | Moscú      |
| 25      | 76.07 | Mihaela Melinte       | 29 de agosto de 1999     | Rüdlingen  |

## Campeones olímpicos

### Masculino
Detalles ver Anexo:Medallistas olímpicos en atletismo (Lanzamiento de martillo masculino).
| Edición             | Oro                                           | Plata                                 | Bronce                                |
| ------------------- | --------------------------------------------- | ------------------------------------- | ------------------------------------- |
| París 1900          | John Flanagan (51,01) · Estados Unidos        | Truxton Hare · Estados Unidos         | Josiah McCracken · Estados Unidos     |
| San Luis 1904       | John Flanagan (51,23) · Estados Unidos        | John DeWitt · Estados Unidos          | Ralph Rose · Estados Unidos           |
| Londres 1908        | John Flanagan (51,92) · Estados Unidos        | Matt McGrath · Estados Unidos         | Cornelius Walsh · Canadá              |
| Estocolmo 1912      | Matt McGrath (54,74) · Estados Unidos         | Duncan Gillis · Canadá                | Clarence Childs · Estados Unidos      |
| Amberes 1920        | Patrick Ryan (52,875) · Estados Unidos        | Carl Johan Lind · Suecia              | Basil Bennett · Estados Unidos        |
| París 1924          | Fred Tootell (53,285) · Estados Unidos        | Matt McGrath · Estados Unidos         | Malcolm Nokes · Reino Unido           |
| Ámsterdam 1928      | Pat O'Callaghan (51,39) · Irlanda             | Ossian Skiöld · Suecia                | Edmund Black · Estados Unidos         |
| Los Ángeles 1932    | Pat O'Callaghan (53,92) · Irlanda             | Ville Pörhölä · Finlandia             | Peter Zaremba · Estados Unidos        |
| Berlín 1936         | Karl Hein (56,49) · Alemania                  | Erwin Blask · Alemania                | Fred Warngård · Suecia                |
| Londres 1948        | Imre Németh (56,07) · Hungría                 | Ivan Gubijan · Yugoslavia             | Robert Bennett · Estados Unidos       |
| Helsinki 1952       | József Csermák (60,34) · Hungría              | Karl Storch · Alemania                | Imre Németh · Hungría                 |
| Melbourne 1956      | Harold Connolly (63,19) · Estados Unidos      | Mijaíl Krivonosov · Unión Soviética   | Anatoli Samotsvetov · Unión Soviética |
| Roma 1960           | Vasily Rudenkov (67,10) · Unión Soviética     | Gyula Zsivótzky · Hungría             | Tadeusz Rut · Polonia                 |
| Tokio 1964          | Romuald Klim (69,74) · Unión Soviética        | Gyula Zsivótzky · Hungría             | Uwe Beyer · Equipo Alemán Unificado   |
| México 1968         | Gyula Zsivótzky (73,36) · Hungría             | Romuald Klim · Unión Soviética        | Lázár Lovász · Hungría                |
| Múnich 1972         | Anatoly Bondarchuck (75,50) · Unión Soviética | Jochen Sachse · Alemania Oriental     | Vasiliy Khmelevskiy · Unión Soviética |
| Montreal 1976       | Yuri Sedyj (77,52) · Unión Soviética          | Aleksey Spiridonov · Unión Soviética  | Anatoly Bondarchuck · Unión Soviética |
| Moscú 1980          | Yuri Sedyj (81,80) · Unión Soviética          | Serguéi Litvínov · Unión Soviética    | Jüri Tamm · Unión Soviética           |
| Los Ángeles 1984    | Juha Tiainen (78,08) · Finlandia              | Karl-Hans Riehm · Alemania Occidental | Klaus Ploghaus · Alemania Occidental  |
| Seúl 1988           | Serguéi Litvínov (84,80 RO) · Unión Soviética | Yuri Sedyj · Unión Soviética          | Jüri Tamm · Unión Soviética           |
| Barcelona 1992      | Andrey Abduvaliyev (82,54) · Equipo Unificado | Igor Astapkovich · Equipo Unificado   | Igor Nikulin · Equipo Unificado       |
| Atlanta 1996        | Balázs Kiss (81,24) · Hungría                 | Lance Deal · Estados Unidos           | Oleksandr Krykun · Ucrania            |
| Sídney 2000         | Szymon Ziółkowski (80,02) · Polonia           | Nicola Vizzoni · Italia               | Igor Astapkovich · Bielorrusia        |
| Atenas 2004         | Kōji Murofushi (82,91) · Japón                | -                                     | Eşref Apak · Turquía                  |
| Pekín 2008          | Primož Kozmus (82,02) · Eslovenia             | Vadim Devyatovskiy · Bielorrusia      | Iván Tsijan · Bielorrusia             |
| Londres 2012        | Krisztián Pars (80,59) · Hungría              | Primož Kozmus · Eslovenia             | Kōji Murofushi · Japón                |
| Río de Janeiro 2016 | Dilshod Nazarov (78,68) · Tayikistán          | Iván Tsijan · Bielorrusia             | Wojciech Nowicki · Polonia            |
| Tokio 2020          | Wojciech Nowicki (82,52) · Polonia            | Eivind Henriksen · Noruega            | Paweł Fajdek · Polonia                |
| París 2024          | Ethan Katzberg (84,12) · Canadá               | Bence Halász · Hungría                | Myjailo Kojan · Ucrania               |

- RO: denota récord olímpico.

### Femenino
| Edición             | Oro                                   | Plata                                  | Bronce                                 |
| ------------------- | ------------------------------------- | -------------------------------------- | -------------------------------------- |
| Sídney 2000         | Kamila Skolimowska (71,16) · Polonia  | Olga Kuzenkova · Rusia                 | Kirsten Münchow · Alemania             |
| Atenas 2004         | Olga Kuzenkova (75,02) · Rusia        | Yipsi Moreno · Cuba                    | Yunaika Crawford · Cuba                |
| Pekín 2008          | Aksana Miankova (76,34) · Bielorrusia | Yipsi Moreno · Cuba                    | Zhang Wenxiu · República Popular China |
| Londres 2012        | Anita Włodarczyk (77,60) · Polonia    | Betty Heidler · Alemania               | Zhang Wenxiu · República Popular China |
| Río de Janeiro 2016 | Anita Włodarczyk (82,29 OR) · Polonia | Zhang Wenxiu · República Popular China | Sophie Hitchon · Reino Unido           |
| Tokio 2020          | Anita Włodarczyk (78,48) · Polonia    | Zheng Wang · República Popular China   | Malwina Kopron · Polonia               |
| París 2024          | Camryn Rogers (76,97) · Canadá        | Annette Echikunwoke · Estados Unidos   | Zhao Jie · República Popular China     |

- OR: denota récord olímpico.

## Campeones mundiales
- Ganadores en el Campeonato Mundial de Atletismo.

### Masculino
| Edición         | Oro                | Plata             | Bronce                        |
| --------------- | ------------------ | ----------------- | ----------------------------- |
| Helsinki 1983   | Serguéi Litvínov   | Yuriy Sedykh      | Zdzisław Kwaśny               |
| Roma 1987       | Serguéi Litvínov   | Jüri Tamm         | Ralf Haber                    |
| Tokio 1991      | Yuriy Sedykh       | Igor Astapkovich  | Heinz Weis                    |
| Stuttgart 1993  | Andrey Abduvaliyev | Igor Astapkovich  | Tibor Gécsek                  |
| Gotemburgo 1995 | Andrey Abduvaliyev | Igor Astapkovich  | Tibor Gécsek                  |
| Atenas 1997     | Heinz Weis         | Andrei Skvaruk    | Vasili Sidorenko              |
| Sevilla 1999    | Karsten Kobs       | Zsolt Németh      | Vladislav Piskunov            |
| Edmonton 2001   | Szymon Ziółkowski  | Kōji Murofushi    | Ilya Konovalov                |
| París 2003      | Ivan Cichan        | Adrián Annus      | Kōji Murofushi                |
| Helsinki 2005   | Vadim Deviatovsti  | Szymon Ziółkowski | Markus Esser                  |
| Osaka 2007      | Ivan Cichan        | Primož Kozmus     | Libor Charfreitag             |
| Berlín 2009     | Primož Kozmus      | Szymon Ziółkowski | Aleksey Zagornyi              |
| Daegu 2011      | Kōji Murofushi     | Krisztián Pars    | Primož Kozmus                 |
| Moscú 2013      | Paweł Fajdek       | Krisztián Pars    | Lukáš Melich                  |
| Pekín 2015      | Paweł Fajdek       | Dilshod Nazarov   | Wojciech Nowicki              |
| Londres 2017    | Paweł Fajdek       | Valeri Pronkin    | Wojciech Nowicki              |
| Doha 2019       | Paweł Fajdek       | Quentin Bigot     | Bence Halász Wojciech Nowicki |
| Oregón 2022     | Paweł Fajdek       | Wojciech Nowicki  | Eivind Henriksen              |
| Budapest 2023   | Ethan Katzberg     | Wojciech Nowicki  | Bence Halász                  |

### Femenino
| Edición       | Oro              | Plata              | Bronce              |
| ------------- | ---------------- | ------------------ | ------------------- |
| Sevilla 1999  | Mihaela Melinte  | Olga Kuzenkova     | Lisa Misipeka       |
| Edmonton 2001 | Yipsi Moreno     | Olga Kuzenkova     | Bronwyn Eagles      |
| París 2003    | Yipsi Moreno     | Olga Kuzenkova     | Manuela Montebrun   |
| Helsinki 2005 | Yipsi Moreno     | Tatyana Lysenko    | Manuela Montebrun   |
| Osaka 2007    | Betty Heidler    | Yipsi Moreno       | Zhang Wenxiu        |
| Berlín 2009   | Anita Włodarczyk | Betty Heidler      | Martina Hrašnová    |
| Daegu 2011    | Tatyana Lysenko  | Betty Heidler      | Zhang Wenxiu        |
| Moscú 2013    | Anita Włodarczyk | Zhang Wenxiu       | Wang Zheng          |
| Pekín 2015    | Anita Włodarczyk | Zhang Wenxiu       | Alexandra Tavernier |
| Londres 2017  | Anita Włodarczyk | Wang Zheng         | Malwina Kopron      |
| Doha 2019     | DeAnna Price     | Joanna Fiodorow    | Wang Zheng          |
| Oregón 2022   | Brooke Andersen  | Camryn Rogers      | Janee' Kassanavoid  |
| Budapest 2023 | Camryn Rogers    | Janee' Kassanavoid | DeAnna Price        |

## Mejores marcas por temporada
| Año  | Distancia | Atleta              | Lugar             |
| ---- | --------- | ------------------- | ----------------- |
| 1971 | 76.40     | Walter Schmidt      | Lahr              |
| 1972 | 75.88     | Anatoliy Bondarchuk | Kiev              |
| 1973 | 75.20     | Anatoliy Bondarchuk | Moscú             |
| 1974 | 76.66     | Aleksey Spiridonov  | Múnich            |
| 1975 | 79.30     | Walter Schmidt      | Fráncfort         |
| 1976 | 78.86     | Yuriy Sedykh        | Sochi             |
| 1977 | 77.60     | Karl-Hans Riehm     | Gelsenkirchen     |
| 1978 | 80.32     | Karl-Hans Riehm     | Heidenheim        |
| 1979 | 79.82     | Sergey Litvinov     | Leipzig           |
| 1980 | 81.80     | Yuriy Sedykh        | Moscú             |
| 1981 | 80.56     | Klaus Ploghaus      | Obersühl          |
| 1982 | 83.98     | Sergey Litvinov     | Moscú             |
| 1983 | 84.14     | Sergey Litvinov     | Moscú             |
| 1984 | 86.34     | Yuriy Sedykh        | Cork              |
| 1985 | 84.08     | Jüri Tamm           | Budapest          |
| 1986 | 86.74     | Yuriy Sedykh        | Stuttgart         |
| 1987 | 83.48     | Sergey Litvinov     | Karl-Marx-Stadt   |
| 1988 | 85.14     | Yuriy Sedykh        | Moscú             |
| 1989 | 82.84     | Heinz Weis          | Berlín            |
| 1990 | 84.48     | Igor Nikulin        | Lausanne          |
| 1991 | 84.26     | Igor Astapkovich    | Reims             |
| 1992 | 84.62     | Igor Astapkovich    | Sevilla           |
| 1993 | 82.78     | Andrey Abduvaliyev  | Nitra             |
| 1994 | 83.36     | Andrey Abduvaliyev  | Budapest          |
| 1995 | 83.10     | Andrey Abduvaliyev  | Taskent           |
| 1996 | 82.52     | Lance Deal          | Milán             |
| 1997 | 83.04     | Heinz Weis          | Fráncfort         |
| 1998 | 83.68     | Tibor Gécsek        | Zalaegerszeg      |
| 1999 | 82.78     | Karsten Kobs        | Dortmund          |
| 2000 | 82.58     | Igor Astapkovich    | Stayki            |
| 2001 | 83.47     | Kōji Murofushi      | Toyota            |
| 2002 | 83.43     | Aleksey Zagornyi    | Adler             |
| 2003 | 84.86     | Kōji Murofushi      | Praga             |
| 2004 | 84.46     | Ivan Tsikhan        | Minsk             |
| 2005 | 84.90     | Vadim Devyatovskiy  | Minsk             |
| 2006 | 82.95     | Vadim Devyatovskiy  | Stayki            |
| 2007 | 83.63     | Ivan Tsikhan        | Osaka             |
| 2008 | 84.51     | Ivan Tsikhan        | Grodno            |
| 2009 | 82.58     | Primož Kozmus       | Celje             |
| 2010 | 80.99     | Kōji Murofushi      | Rieti             |
| 2011 | 81.89     | Krisztián Pars      | Szombathely       |
| 2012 | 82.81     | Ivan Tsikhan        | Brest             |
| 2013 | 82.40     | Krisztián Pars      | Dubnica nad Váhom |
| 2014 | 83.48     | Paweł Fajdek        | Varsovia          |
| 2015 | 83.93     | Paweł Fajdek        | Szczecin          |
| 2016 | 81.87     | Paweł Fajdek        | Bydgoszcz         |
| 2017 | 83.44     | Paweł Fajdek        | Ostrava           |
| 2018 | 81.85     | Wojciech Nowicki    | Székesfehérvár    |
| 2019 | 81.74     | Wojciech Nowicki    | Poznan            |
| 2020 | 80.70     | Rudy Winkler        | Wallkill          |
| 2021 | 82.98     | Paweł Fajdek        | Chorzów           |
| 2022 | 82.00     | Wojciech Nowicki    | Múnich            |
| 2023 | 81.92     | Wojciech Nowicki    | Oslo              |
| 2024 | 84.38     | Ethan Katzberg      | Nairobi           |

| Año  | Distancia | Atleta           | Lugar        |
| ---- | --------- | ---------------- | ------------ |
| 1971 | -----     |                  |              |
| 1972 | -----     |                  |              |
| 1973 | -----     |                  |              |
| 1974 | -----     |                  |              |
| 1975 | -----     |                  |              |
| 1976 | -----     |                  |              |
| 1977 | -----     |                  |              |
| 1978 | -----     |                  |              |
| 1979 | -----     |                  |              |
| 1980 | -----     |                  |              |
| 1981 | -----     |                  |              |
| 1982 | -----     |                  |              |
| 1983 | -----     |                  |              |
| 1984 | -----     |                  |              |
| 1985 | -----     |                  |              |
| 1986 | -----     |                  |              |
| 1987 | -----     |                  |              |
| 1988 | 58.94     | Carol Cady       | Los Gatos    |
| 1989 | 61.50     | Yelena Pichugina | Frunze       |
| 1990 | 61.96     | Larisa Baranova  | Adler        |
| 1991 | 64.44     | Alla Davydova    | Adler        |
| 1992 | 65.40     | Olga Kuzenkova   | Bryansk      |
| 1993 | 64.64     | Olga Kuzenkova   | Krasnodar    |
| 1994 | 67.34     | Svetlana Sudak   | Minsk        |
| 1995 | 68.16     | Olga Kuzenkova   | Moscú        |
| 1996 | 69.46     | Olga Kuzenkova   | Sídney       |
| 1997 | 73.10     | Olga Kuzenkova   | Múnich       |
| 1998 | 73.80     | Olga Kuzenkova   | Tolyatti     |
| 1999 | 76.07     | Mihaela Melinte  | Rüdlingen    |
| 2000 | 75.68     | Olga Kuzenkova   | Tula         |
| 2001 | 73.62     | Olga Kuzenkova   | Adler        |
| 2002 | 73.07     | Olga Kuzenkova   | Annecy       |
| 2003 | 75.14     | Yipsi Moreno     | Savona       |
| 2004 | 75.18     | Yipsi Moreno     | La Habana    |
| 2005 | 77.06     | Tatyana Lysenko  | Moscú        |
| 2006 | 77.80     | Tatyana Lysenko  | Tallin       |
| 2007 | 77.30     | Tatyana Lysenko  | Adler        |
| 2008 | 77.32     | Aksana Miankova  | Minsk        |
| 2009 | 77.96     | Anita Włodarczyk | Berlín       |
| 2010 | 78.30     | Anita Włodarczyk | Bydgoszcz    |
| 2011 | 79.42     | Betty Heidler    | Halle        |
| 2012 | 78.69     | Aksana Miankova  | Minsk        |
| 2013 | 78.80     | Tatyana Lysenko  | Moscú        |
| 2014 | 79.58     | Anita Włodarczyk | Berlín       |
| 2015 | 81.08     | Anita Włodarczyk | Wladyslawowo |
| 2016 | 82.98     | Anita Włodarczyk | Varsovia     |
| 2017 | 82.87     | Anita Włodarczyk | Cetniewo     |
| 2018 | 79.59     | Anita Włodarczyk | Lublin       |
| 2019 | 78.24     | DeAnna Price     | Des Moines   |
| 2020 | 75.45     | Hanna Malyshik   | Minsk        |
| 2021 | 80.31     | DeAnna Price     | Eugene       |
| 2022 | 79.02     | Brooke Andersen  | Tucson       |
| 2023 | 80.17     | Brooke Andersen  | Tucson       |
| 2024 | 79.92     | Brooke Andersen  | Tucson       |